# بورجو اسمرسوی
بورجو اسمرسوی (ترکی استانبولی: Burcu Esmersoy؛ زادهٔ ۲ اکتبر ۱۹۷۶) هنرپیشه، گوینده اخبار، روزنامه‌نگار، مدل و مجری اهل ترکیه است. وی از سال ۱۹۹۷ میلادی تاکنون مشغول فعالیت بوده‌است.